# Mibambwe IV Rutarindwa
Mibambwe IV Rutarindwa va ser rei (Mwami) de Ruanda entre 1895 i 1896, i fou nomenat co-governant pel seu pare en 1889. Va morir al desembre de 1896 quan la seva cabana va ser embolicada en flames en un incendi provocat per la progenitora de Yuhi V de Ruanda el la localitat de Nyanza.

## Nom
Rutarindwa és transcrit en algun moment com Rutalindwa.

## Regla
El seu pare adoptiu, Kigeli IV Rwabugiri, l'havia proclamat cogovernant en 1889, designant-lo efectivament com a successor. A la mort inesperada de Rwabugiri en 1895 mentre anava en una expedició al regne de Bushi va ser proclamat rei.
Les reines mare ruandeses eren poderoses políticament. La mare de Rutarindwa havia mort i, en conseqüència, Rwabugiri va nomenar a una altra de les seves dones, Kanjogera, com la seva mare substitutiva. Amb la mort de Rwabugiri, ella i els seus germans van tramar per posar el seu propi fill Musinga, el futur rei Yuhi V Musinga, al tron. Això va culminar a finals de 1896, en una batalla entre les faccions del Rei i la Reina Mare, es va cridar cop de Rucunshu, nom del turó en que Rutarindwa havia instal·lat la seva cort. Després de la batalla Rutarindwa es va suïcidar, i el tambor real va ser destruït quan es va cremar la seva casa.